# Villaflor (kommunhuvudort)
Villaflor är en kommunhuvudort i Spanien.   Den ligger i provinsen Provincia de Ávila och regionen Kastilien och Leon, i den centrala delen av landet, 110 km väster om huvudstaden Madrid. Villaflor ligger 981 meter över havet och antalet invånare är 143.
Terrängen runt Villaflor är kuperad söderut, men norrut är den platt. Runt Villaflor är det mycket glesbefolkat, med 3 invånare per kvadratkilometer. Närmaste större samhälle är Ávila, 18,5 km sydost om Villaflor. Trakten runt Villaflor består till största delen av jordbruksmark.